# Pelidnota gabrielae
Pelidnota gabrielae är en skalbaggsart som beskrevs av Martinez 1979. Pelidnota gabrielae ingår i släktet Pelidnota och familjen Rutelidae. Inga underarter finns listade i Catalogue of Life.